# Савченко, Иван Фёдорович
Иван Фёдорович Савченко (укр.  Іван Федорович Савченко; 3 августа 1923 год, село Лютенька — 2001 год, Украина) — заведующий птицеводческой фермой колхоза «Завет Ленина» Гадячского района Полтавской области Украинская ССР. Герой Социалистического Труда (1966).

## Биография
Родился 3 августа 1923 года в крестьянской семье в селе Лютенька. Получил среднее образование. После начала Великой Отечественной войны был призван в Красную Армию. После демобилизации в 1947 году возвратился в родное село. С 1947 по 1957 год — бригадир полеводческой бригады в колхозе «Завет Ленина» Гадячского района (в 1975 году переименован в колхоз имени Шевченко). В 1957 году назначен заведующим птицеводческой фермой этого же колхоза.
В 1966 году удостоен звания Героя Социалистического Труда «за достигнутые успехи, достигнутые в животноводстве, увеличении производства и заготовок мяса, яиц и лругой продукции».
Избирался делегатом XXIII съезда КПСС.
В 1983 году вышел на пенсию. Скончался в 2001 году.

## Награды
- Герой Социалистического Труда — указом Президиума Верховного Совета СССР от 22 марта 1966 года
- Орден Ленина
- Орден Октябрьской Революции (1971)
- Орден Отечественной войны 1 степени
- Орден Трудового Красного Знамени
- Медаль «За отвагу»
- Медаль «За боевые заслуги»